# Villarluengo
Villarluengo è un comune spagnolo di 207 abitanti situato nella comunità autonoma dell'Aragona.